# بد سکتور
قِطاعِ خَراب یا بد سکتور (به انگلیسی: Bad Sector) قطاعی است در دیسک گردان یا در حافظهٔ فلش که به دلیل یک خرابی دائم به مانند آسیب‌دیدگی فیزیکی به سطح دیسک (یا گاهی قرار گرفتن قطاع‌ها در یک مغناطیس یا حالت دیجیتالی‌ای که قابل بازگشت نیست) یا ترانزیستورهای حافظه‌ای خراب، دیگر قابل استفاده نیست (یا سیستم‌عامل در دستیابی به آن‌ها ناتوان است). قطاع‌های خراب معمولاً توسط یک ابزار نرم‌افزاری از قبیل CHKDSK یا SCANDISK در سیستم‌عامل ویندوز یا badblocks در سیستم‌عامل‌های شبه یونیکسی تشخیص داده می‌شود. هنگامی که یافت شود، این برنامه‌های ممکن است این قطاع‌ها را به عنوان قطاعی غیرقابل استفاده برچسب (همهٔ سامانه‌های پرونده‌ای دارای تدارکاتی برای برچسب زنی به‌عنوان قطاع‌های خراب هستند) بزنند و سیستم‌عامل آن‌ها را در آینده نادیده خواهد گرفت.

## انواع بد سکتور
بدسکتورها به دو دسته فیزیکی یا سخت و منطقی یا نرم دسته‌بندی می‌شوند:

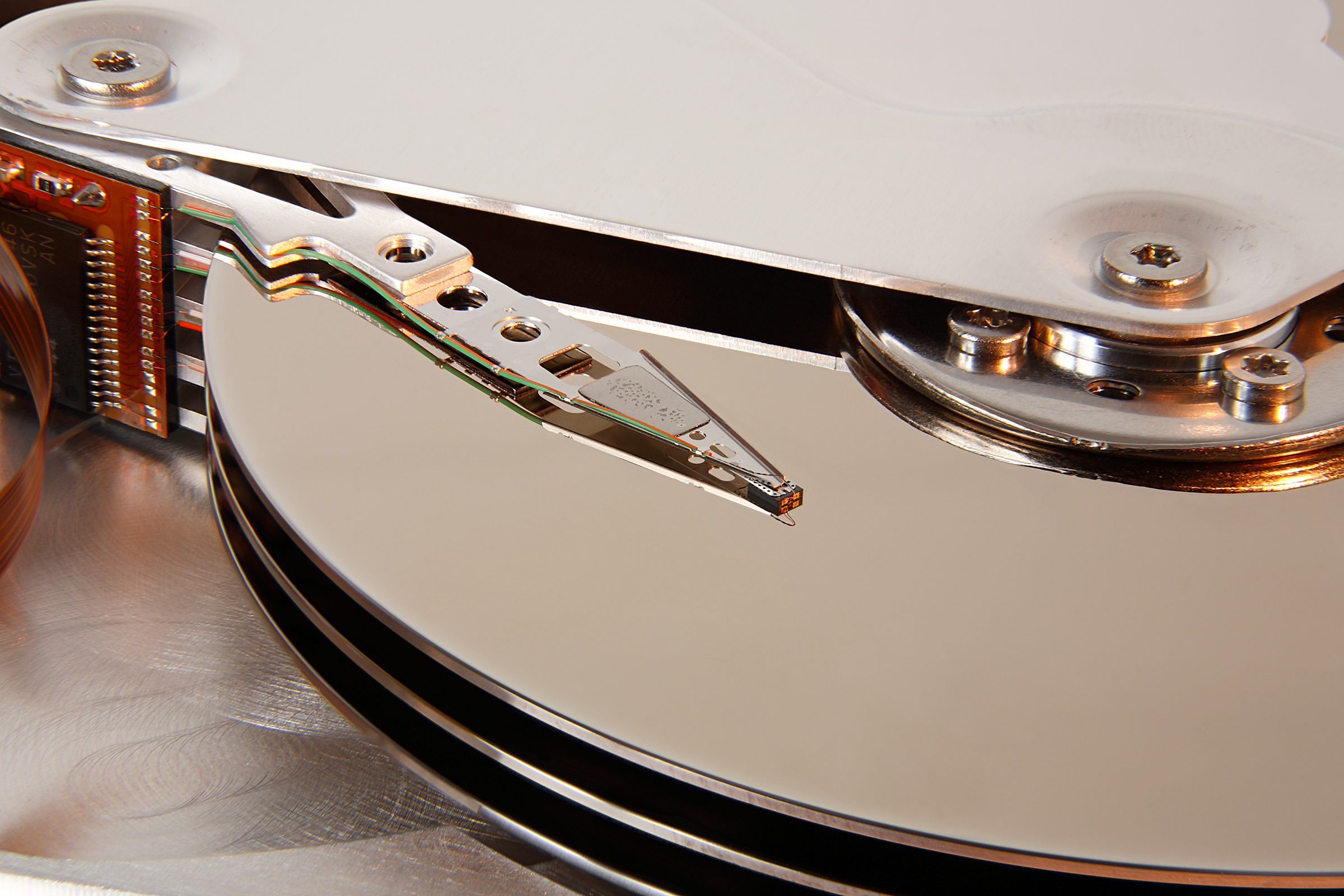
هد انتقال اطلاعات متعلق به هارد دیسک شرکت سیگیت

### بدسکتور فیزیکی (Physical)
بد سکتور «فیزیکی» یا «سخت» در واقع بخشی از فضای هارد دیسک است که به صورت فیزیکی (ضربه) آسیب دیده است. ممکن است هد هارد دیسک با آن بخش از دسک سخت برخورد کرده و به آن آسیب رسانده باشد. یا اینکه گرد و غبار روی آن بخش نشسته و آن سکتور خاص را از کار انداخته است. همچنین در دیسک‌های سخت و SSDها ممکن است فرسایش و استهلاک قطعات باعث ایجاد سکتور معیوب شده باشد. یا اینکه ایرادهای اینچنینی موجب آسیب فیزیکی شده باشند. این قبیل آسیب‌ها معمولاً غیرقابل تعمیر هستند.
امروزه کارخانجات سازنده هارد دیسک سعی دارند با کاهش قطعات مکانیکی هاردها و استفاده از تکنولوژی‌های الکترونیکی، احتمال آسیب را کاهش دهند. همچنین عایق‌سازی بهتر بدنه هارد دیسک‌ها نیز اقدام پیشگیرانه دیگری است که می‌تواند مانع از ورود هوا به فضای داخل هارد شود.

## بدسکتور منطقی (Logical)
بد سکتور «منطقی» یا «نرم» هنگامی رخ می‌دهد که سیستم عامل تلاش کند تا از آن بخش هارد دیسک اطلاعاتی را فراخوانی کرده و بخواند، اما دریابد که کد اصلاح-ایراد (به انگلیسی: Error-correcting code) با محتوای سکتور همخوانی ندارد. آنگاه این قسمت هارد توسط سیستم عامل به عنوان بد سکتور علامت گذاری می‌گردد، اما با بازنویسی فضای هارد قابل اصلاح است. و البته ابزار چک دیسک ویندوز هم تا حدی توانایی تعمیر چنین سکتورهای معیوبی را دارد.

## رفع بد سکتور
نرم‌افزار‌های زیادی با ادعای تعمیر و بازیابی بد سکتورها وجود دارد اما عملکرد دائمی و طولانی مدت هیچکدام از آن‌ها به اثبات نرسیده‌است دلیل این امر هم واضح است، از آنجایی که بد سکتورها معمولاً در اثر آسیب‌های فیزیکی به وجود می‌آیند که امکان تعمیر آن‌ها وجود ندارد، تعمیر سکتورهای آسیب دیده هم امکان‌پذیر نیست. کاربردی‌ترین روش برای رهایی از وجود بد سکتورها حذف آن‌ها از پارتیشن(ها) حافظه است تا از ذخیره‌سازی داده‌ها در این سکتورها که در نهایت موجب ذخیره ناقص اطلاعات می‌شود جلوگیری کرد. در این روش ابتدا محل دقیق بد سکتورهای موجود را با استفاده از نرم‌افزارهای خاصی میابند سپس با توجه به اینکه محل دقیق بد سکتورها مشخص است حافظه را طوری پارتیشن‌بندی می‌کنند که سکتورهای آسیب دیده در هیچکدام از پارتیشن‌ها قرار نگیرد. در این روش حافظه به گونه ای پارتیشن بندی می‌شود که از سکتورهای آسیب دیده استفاده ای نشود و به این شکل عملاً بد سکتورها از حافظه حذف می‌شوند.
حجم کاسته شده از فضای حافظه ناشی از بکارگیری نکردن بد سکتورها معمولاً ناچیز است و در نظر گرفته نمی‌شود. در مواردی ممکن است فاصله بین چند بد سکتور زیاد باشد اما نه بگونه ای که بتوان آن را به عنوان یک پارتیشن در نظر گرفت بنابراین باید حجم مابین بد سکتورهای ذکر شده را نادیده گرفت. این موضوع یکی از معایب این روش محسوب می‌شود. 